# تياغو بانيغا
تياغو بانيغا (بالإسبانية: Tiago Banega) هو لاعب كرة قدم أرجنتيني في مركز الوسط، ولد في 1 يوليو 1999 في Primero de Mayo, Entre Ríos ‏ في الأرجنتين. لعب مع نادي راسينغ.

## وصلات خارجية
- تياغو بانيغا على موقع إي إس بي إن إف سي (الإنجليزية)
- تياغو بانيغا على موقع قاعدة بيانات كرة القدم.إي يو (الإنجليزية)
- تياغو بانيغا على موقع Soccerway.com (الإنجليزية)